# Kelly Rutherford
Kelly Rutherford (Elizabethtown, Kentucky, 6. studenog 1968.) je američka glumica. Najpoznatija je po ulozi Lily Van der Woodsen u teen seriji Tračerica kao i po ulozi Megan Lewis u "Melrose Place".